# Jänissaaret (ö i Norra Savolax, Kuopio, lat 62,88, long 27,56)
Jänissaaret är en ö i Finland. Den ligger i sjön Kallavesi (norra delen) och i kommunen Kuopio i den ekonomiska regionen  Kuopio ekonomiska region  och landskapet Norra Savolax, i den centrala delen av landet, 300 km norr om huvudstaden Helsingfors. Öns area är 6,9 hektar och dess största längd är 0,5 kilometer i nord-sydlig riktning.  Notera att namnet antyder att det är fråga om flera öar.